# Kuchyňka (Rožmitál pod Třemšínem)
Kuchyňka je rybník o rozloze 1,22 ha, který se nachází v Rožmitále pod Třemšínem v okrese Příbram. Rybník je užíván pro chov kaprů. Je v majetku Arcibiskupství pražského, správu zajišťuje Český rybářský svaz, z.s., místní organizace Rožmitál pod Třemšínem.

## Popis
Rybník se rozkládá na 1,22 ha v centru města Rožmitál pod Třemšínem. Sahá od zámecké zahrady až k Podbrdskému muzeu, kde u břehu stojí malá rozhledna s výhledem na rybník. Rybníkem protéká řeka řeka Vlčava odtokem Podzámeckého rybníka, z nějž do Kuchyňky vede také odtoková stoka, vedoucí skrze zámeckou zahradu. Z Kuchyňky Vlčava vytéká do rybníka Jez, kde se spojuje s Jalovým potokem.  

## Historie
Rybník vznikl z původní bažiny, pravděpodobně v době po založení hradu Rožmitál, později přestavěného na zámek. Své jméno získal, podle toho, že ryby z něj byly určeny pouze pro zámeckou kuchyň. Rybník je zmíněn v popisu panství v urbáři z roku 1565. Podle něj stál u rybníka roubený haltýř, kde se chovaly ryby pro potřeby zámku.
Při velké povodni v roce 1895 se protrhla hráz rybníka.
V 50. letech, když byly na místě Podbrdského muzea Kovoprůmyslové závody Rožmitál, byla část rybníka zavezena, aby byla částečně navýšena kapacita podniku.
Na Kuchyňce začínali hrát první hráči ledního hokeje v Rožmitále. O založení družstva ledního hokeje se zasloužil učitel Václav Bartůněk v roce 1934, který na rybník bral své žáky na hodiny tělocviku. Později se zformovalo družstvo TJ Spartak Rožmitál pod Třemšínem, které v 50. a v 60. letech na Kuchyňce hrálo své domácí zápasy.